# Dutá torza
Dutá torza je socha od Aleše Grima původně umístěná roku 1972 v Praze 6 – Dejvicích v ulici Evropská v parku před domem čp. 1692/37.

## Historie
Plastika od Aleše Grima byla osazena roku 1972 jako součást výtvarného řešení rekonstrukce bývalé Leninovy třídy (Evropská), která probíhala v letech 1964–1972. Socha byla odstraněna.
Výtvarné řešení úseku Kladenská–Velvarská
Při rekonstrukci ulice vzniklo několik dalších uměleckých děl, například „Setkání u studny“ od Bedřicha Stefana, „Adam a Eva“ od Zdeňka Šimka, „Dvojice“ od Zdeňka Palcra, „Tři postavy“ od Miloslava Chlupáče, „Kamenný květ“ od Zdeny Fibichové, vjezdová brána Vokovického hřbitova od Josefa Symona umístěná v kubizujícím oplocení z pohledového betonu od architekta Stanislava Hubičky nebo „Vzlet“ autorů Valeriána Karouška a Jiřího Nováka.

## Popis
Plastika je v Galerii hlavního města Prahy vedena pod inventárním číslem VP-139. Vznikla výtvarnými technikami litím, sekáním a ztraceným voskem. Jako materiál byl použit bronz a travertin. Umístěna byla v k. ú. Dejvice na pozemku parc. č. 4049/6. Návrh této plastiky z let 1966–1967 původně určené pro fontánu se nachází v Moravské galerii v Brně